# Артур Бессе
Арту́р Бессе́ (Артюр Лансело Бесс, фр. Arthur Lancelot Besse) — группа французских математиков, работающих в области дифференциальной геометрии и топологии. Образовалась под явным влиянием «Николя Бурбаки». Возглавлял её Марсель Берже.
Группа образована в 1974 году, с этого момента группа организовывала семинары под своим именем, а также опубликовала четыре книги. Псевдоним возник от местечка Бесс-ан-Шандесс (фр. Besse-en-Chandesse) в Оверни, где был проведён первый семинар группы (притом первая конференция группы Бурбаки также была проведена в этом месте).

## Книги на русском языке
- Бессе, Артур. Многообразия с замкнутыми геодезическими = Manifolds all of whose Geodesics are Closed. — М.: Мир, 1981. — 320 с. — 5200 экз.
- Бессе, Артур. Многообразия Эйнштейна, I том = Einstein Manifolds. — М.: Мир, 1990. — 318 с. — 4250 экз. — ISBN 5-03-002065-9., II том. — 1990. — 384 с. — 4250 экз. — ISBN 5-03-002066-7.
- Бессе, Артур. Четырёхмерная риманова геометрия. Семинар Артура Бессе 1978 — 1979 = Riemannian geometry in dimension 4. — М.: Мир, 1985. — 332 с.